# شلوزا (استان وارمی-ماسوری)
شلوزا (به لهستانی:  Śluza) یک روستا در لهستان است که در گمینا بانگه مازورسکیه واقع شده‌است.